# Pani Marques Caballero

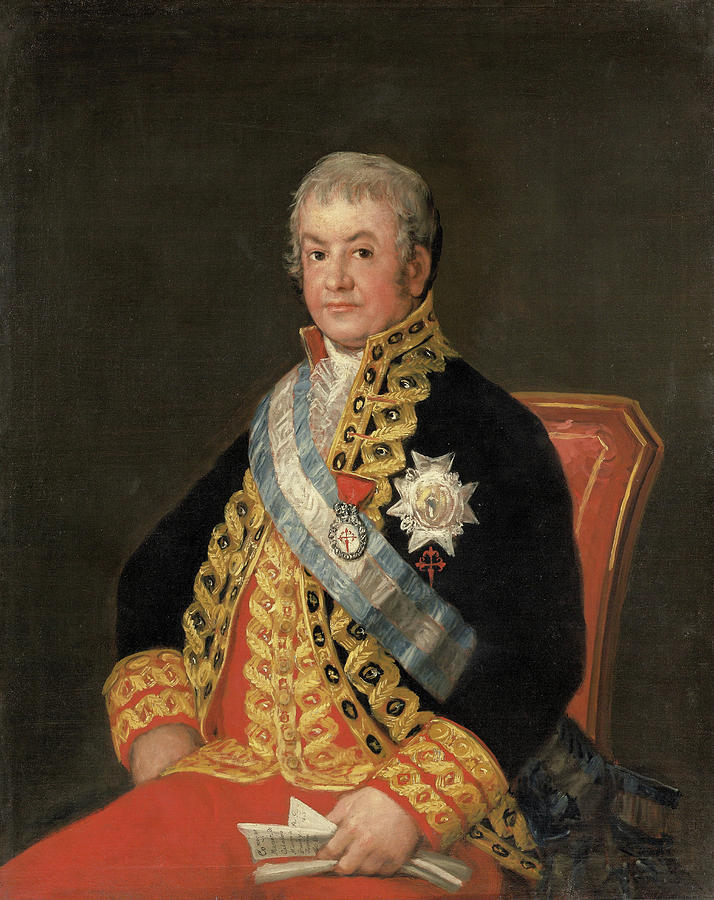
José Antonio Marques Caballero, pendant przedstawiający męża markizy

Pani Marques Caballero (hiszp. La marquesa de Caballero lub La señora de Caballero) – obraz olejny hiszpańskiego malarza Francisca Goi. 

## Okoliczności powstania
Okres pomiędzy nominacją Goi na pierwszego nadwornego malarza Karola IV w 1799 a inwazją napoleońską w 1808 r. był dla artysty czasem wielkiej aktywności i finansowej stabilizacji. W tym czasie powstało wiele portretów burżuazji, m.in. ministra sprawiedliwości José Antonia Caballera i jego żony Maríi Soledad Rocha Fernández de la Peña (1774–1809). María Soledad była damą dworu królowej Marii Ludwiki Burbon-Parmeńskiej. W 1800 poślubiła wpływowego reakcjonistę Caballera, który miał opinię fałszywego i złośliwego polityka. W 1807 roku Caballero odziedziczył po swoim wuju tytuł markiza, prawdopodobnie z tej okazji zamówił portrety u Goi. Morales uważa, że María Soledad i jej mąż są błędnie tytułowani markizami de Caballero, gdyż José Antonio nosił jedynie podobnie brzmiące dwuczłonowe nazwisko „Marqués Caballero”.

## Opis obrazu
Modelka została przedstawiona w wieku 33 lat, w trzech czwartych postaci, na neutralnym tle. Siedzi w eleganckim fotelu pokrytym czerwonym aksamitem ze złotymi podłokietnikami. Ma na sobie suknię w stylu empire z krótkimi rękawami i szerokim dekoltem, którą spopularyzowała królowa Maria Ludwika. Suknia z niebieskozielonego jedwabiu okrytego warstwą gazy ze wzorem w złote kropki została namalowana za pomocą subtelnych odcieni, kontrastujących z czerwienią fotela. Morales uważa tę technikę za impresjonistyczną, podobnie Aznar porównuje portret ze stylem Cézanne’a. Koronki na rękawach i dekolcie, wykonane szybkimi pociągnięciem pędzla, dodają strojowi elegancji. Szeroki dekolt zdobi duża kamea. We włosach modelka nosi perłowy grzebień i bukiecik kwiatów w odcieniach ochry i bieli, ciemne loki opadają na czoło. Kobieta spogląda wprost na widza. W pozbawionym energii geście trzyma wachlarz, a w drugiej ręce kartkę, na której można odczytać nowy tytuł szlachecki (lub nazwisko) modelki, nazwisko malarza oraz datę wykonania obrazu (Exsma Sra Mar / De Caballero... / Goya 1807).
Goya namalował mało urodziwą twarz damy bez upiększeń. Ma dość twardo zarysowany podbródek, zaciśnięte usta, duży, nieco zakrzywiony nos. Według Jeannine Baticle jej duże oczy przypominają drapieżnego ptaka, a zdaniem Juana Luny frontalny charakter przedstawienia przywołuje na myśl galiony zdobiące dzioby statków. Postać jest przysadzista, a liczne ozdoby i biżuteria niskiej jakości pogarszają ogólny efekt estetyczny. Modelka prawdopodobnie była z portretu bardzo zadowolona, gdyż zlecono wykonanie dwóch kopii. Jedna znajduje się w kolekcji Montero de Espinosa w Madrycie, a druga, pochodząca z kolekcji rodziny książąt de Andría, w Stanach Zjednoczonych.

## Proweniencja
Obraz należał do kolekcji markiza de Corvera, hrabiego de Pradère, kolekcji Demotte w Paryżu (ok. 1923) i prywatnej kolekcji w Stanach Zjednoczonych. Zakupiony w 1968 przez Bayerische Hypotheken- und Wechsel-Bank w 1968 roku został zdeponowany w Starej Pinakotece, a następnie eksponowany w Nowej Pinakotece w Monachium.